# スーパープレジデント
『スーパープレジデント』（Super President）は、1967年9月28日から1968年12月28日にかけて、 アメリカ合衆国のNBCで放送されたテレビアニメである（全30話）。
日本では、1969年8月17日から1969年9月28日まで、日曜18時00分からフジテレビで放送されていた。

## あらすじ
本作の内容では、元宇宙飛行士でアメリカ大統領であるジェームズ・ノークロスが、スーパープレジデントという赤と白のコスチュームのヒーローに変身し悪者たちと戦う物語となっている。ジェームズの仕事仲間であるジェリー・セールスは、ジェームズがスーパープレジデントであることを知っており、いつも助けられている。なお、大統領執務室には秘密基地があり、出動の際は自動車、航空機、潜水艦のうちどれかを使うか、或いはジェット機で向かうことがある。

## 主題歌
オープニング・エンディング「スーパープレジデントのテーマソング」
ナレーション：ダグ・グッドウィン、日本語版：中田浩二

## キャスト
スーパープレジデント/ジェームズ・ノークロス
声 - ポール・フリーズ / 中田浩二（日本語吹き替え版）
アメリカ合衆国の大統領、執務室でスーパープレジデントに変身する正義の味方。
ジェリー・セールス
声 - 不明 / 不明（日本語吹き替え版）
スパイ・シャドー/リチャード・ヴァンス
声 - テッド・キャシディー / 不明（日本語吹き替え版）
- その他（役名不明） - ドーズ・バトラー、ジューン・フォーレイ、シェパード・メンケン、ドン・メシック、ローリー・スコット、マーク・スコール

## 放映リスト
※すべて英語表記
1. The Great Vegetable Disintegrator
2. The Billion Dollar Bomber
3. The Electronic Spy
4. Day Of The Locusts
5. The Case Of The Destroyer Satellite
6. King Of The Sea
7. The U.F.O. Mystery
8. No Time Passes
9. Man Of Steel
10. The Earth Robber
11. Monster Of The Atoll
12. Return Of The Vikings
13. The Cosmic Gladiators
14. The Condor's Eye
15. The President And The Pirate
16. Interplanetary Menace
17. Red Ray Raider
18. The Treachery Of Jerry Sales
19. Rangled Terrors
20. Dound And Doom
21. Spears from Space
22. Toys Of Death
23. Birds Of Terror
24. The Menace Of The Moles
25. The Chameleon
26. The Gravity Destroyer
27. Ice Invader
28. Electronic Giant
29. Time Crimes
30. A Million Years Of Menace (終)